# Idioma shawi
El shawi, chayahuita o canponan (etnónimo) es una lengua originaria de Sudamérica de la familia de lenguas cahuapanas hablada en la amazonía nororiental de Perú. El código de idioma del shawi es cbt (ISO 639-3). La lengua es hablada por el pueblo shawi que habita en las cuencas de los ríos Paranapura, Carhuapanas y Huallaga, en los departamentos de Loreto y San Martín.
El idioma todavía se transmite a los niños como su lengua materna y se usa en situaciones domésticas, así como en las interacciones cotidianas.
De acuerdo a un censo de 2001 llevado a cabo por el Instituto Nacional de Estadística e Informática (INEI), el número de hablantes llega a las 21,000 personas.
La familia de lenguas cahuapana está conformado por dos lenguas en el nororiente peruano: el shawi (o chayahuita) y el shiwilu (o jebero).

## Dialectos
Hoy en día, se dice que el shawi tiene tres dialectos: paranapura, cahuapanas y chayahuita, que básicamente se refieren a los tres principales asentamientos shawi: Balsapuerto, Santa María de Cahuapanas y los pueblos a lo largo del río Sillay, respectivamente.

## Estado de conservación
En Perú está clasificada por el Ministerio de Educación en 2018 como una lengua vital.

## Otros nombres
- Chayahuita,[4] chayawita, campo-piyapi, tshahui y shayabit[2]
- Según el sitioweb Ethnologue: Balsapuertino, cahuapa, cahuapana, campo piyapi, chahui, chawi, chayabita, chayahuita, chayawita, chayhuita, paranapura, shayabit, tsaawí, tshaahui[5]